# Üröm
Üröm (vyslovováno [yrem], německy Irm, Erben, chorvatsky Urma) je obec v Maďarsku v župě Pest, spadající pod okres Pilisvörösvár. Patří do aglomerace Budapešti (sousedí s její městskou částí Ürömhegy). V roce 2015 zde žilo 7 210 obyvatel. Dle údajů z roku 2011 je tvoří 86,7 % Maďaři, 2,8 % Němci, 0,3 % Slováci a 0,2 % Rumuni. Název znamená pelyněk.
Sousedními obcemi jsou Pilisborosjenő a Solymár, sousedními městy Budakalász, Budapešť a Pilisvörösvár.